# Autoretrats de macaco
Els autoretrats de macaco són una sèrie d'imatges preses per una femella de macaco negre de Sulawesi l'any 2011, usant l'equipament que pertanyia al fotògraf de naturalesa David Slater. La publicació d'aquestes imatges a Wikimedia Commons van ser al centre d'una disputa legal a mitjans de 2014 sobre si els drets d'autor podrien aplicar-se a obres d'art fetes per animals no humans. La pretensió de David Slater sobre els drets d'autoria de les imatges va ser qüestionada per diversos acadèmics i organitzacions, entenent que els drets d'autor són conferits al creador, i que un creador no humà (incapaç de ser considerat com a persona jurídica) no podria exercir drets d'autor. El desembre de 2014, l'Oficina de Drets d'Autor dels Estats Units va declarar que els treballs creats per ens no-humans no són subjectes a la protecció de drets d'autor als Estats Units.

## Context
En 2011, el fotògraf de la naturalesa David Slater va viatjar a Indonèsia per prendre fotografies del macaco negre de Sulawesi. Durant les seves preparacions, un macaco femella, anomenat Naruto, va furtar la seva càmera i va prendre diverses fotografies. La majoria d'aquestes fotografies eren inservibles, però algunes van sortir nítides i Slater les va distribuir com "l'autoretrat del mico". Slater va vendre la imatge a l'Agència de notícies Caters, assumint que ell posseïa els drets d'autor; Slater va argumentar que va ser ell qui va dissenyar la fotografia, deixant la càmera amb la idea que els micos juguessin amb ella, tot amb la seva observació, pensant que molt probablement ho farien i que hi havia alguna possibilitat que una foto fos presa."

## Disputa dels drets d'autoria

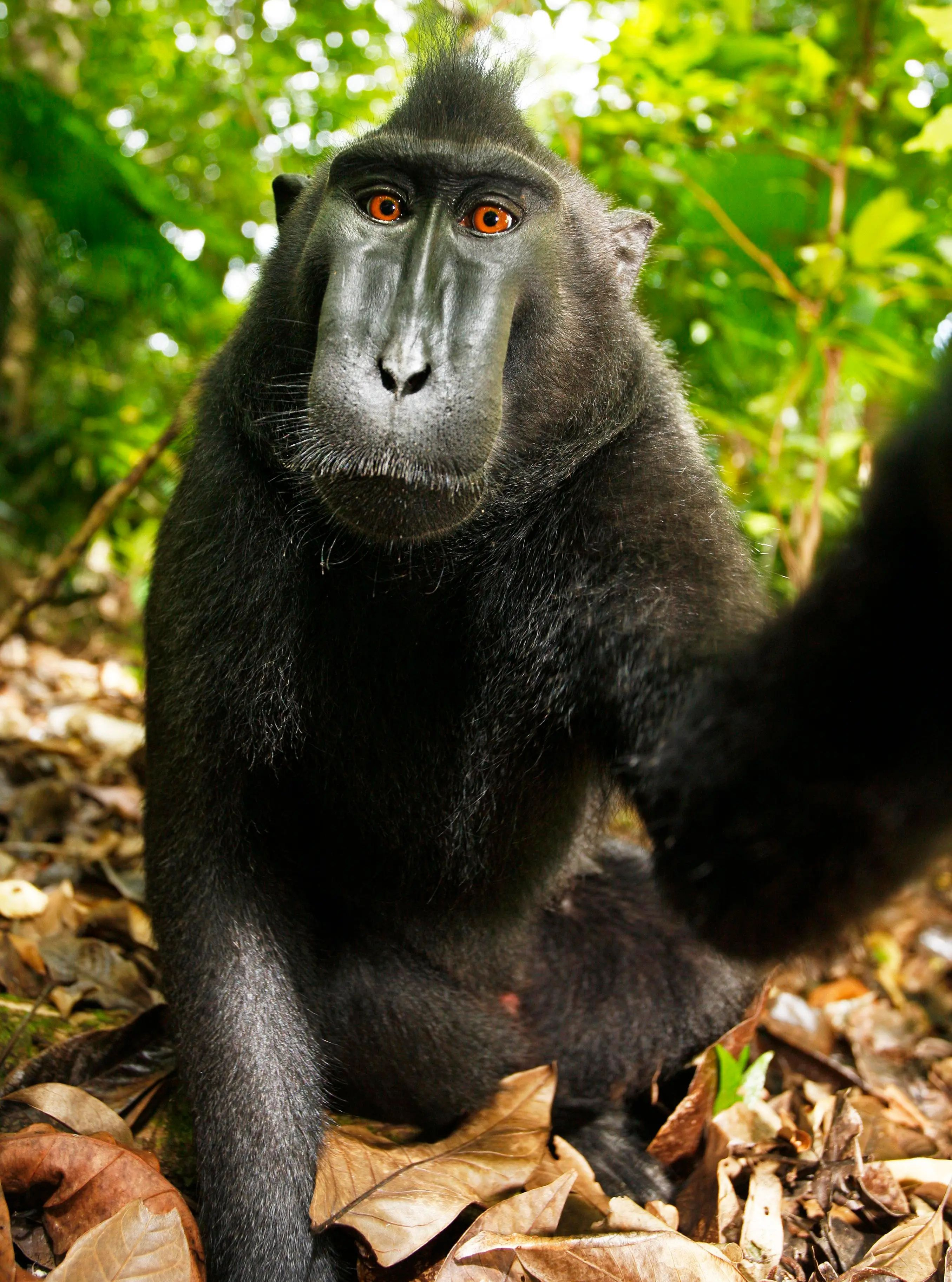
Autoretrat de cos sencer, una altra de les imatges qüestionades

La reclamació de drets d'autoria de Slater va ser qüestionada pel blog Techdirt, el qual va argumentar que la fotografia estava en el domini públic perquè un simi no és una persona jurídica capaç d'exercir drets d'autor, i que Slater no podia exercir-los perquè aquest no va estar implicat en la seva creació.
Les fotografies de Slater van ser carregades al repositori multimèdia Wikimedia Commons; aquest lloc només accepta mitjans de comunicació que estiguin autoritzats sota una llicència de contingut lliure, que estiguin en el domini públic, o en el llindar de l'originalitat. El lloc web va categoritzar les fotografies de Slater com de domini públic sobre la base que aquestes eren la creació d'un animal, no d'una persona. Slater va exigir a la Fundació Wikimedia, propietària de Wikimedia Commons, que pagués per les fotografies o que les esborrés de Wikimedia Commons, al·legant que ell posseïa els drets d'autoria d'aquestes. La seva pretensió va ser rebutjada per l'organització, la qual va determinar que ningú posseïa els drets d'autor en ser un simi l'autor de la fotografia. La sol·licitud va ser revelada com a part d'un informe de transparència publicat per la fundació a l'agost 2014.
Slater va dir a la BBC News que va sofrir una pèrdua financera arran que les imatges estaven disponibles a Wikimedia Commons, "vaig guanyar £2,000 en el primer any després que aquesta fos presa. Però des que va aparèixer a Wikipedia tot l'interès a comprar-la va desaparèixer. És complicat parlar d'una xifra, però crec que he perdut £10,000 o més en ingressos. Això està matant el meu negoci." D'acord amb The Daily Telegraph, Slater va declarar que, "Del que ells no s'adonen és que es necessita un tribunal per decidir [els drets d'autor]."
Els advocats de propietat intel·lectual Mary M. Luria i Charles Swan van declarar que en ser el creador de la fotografia un animal, i no una persona, no hi ha cap dret d'autoria en la fotografia, sense importar qui és l'amo de l'equip amb el qual va ser feta la fotografia. Així i tot, l'advocada de mitjans de comunicació britànica Christina Michalos va dir que, d'acord amb la llei britànica sobre art produïda en computadors, es podria argumentar que el fotògraf podria posseir els drets d'autoria de la fotografia, car ell presumiblement va preparar la seva càmera.
El 22 de desembre de 2014, l'Oficina de Drets d'Autor dels Estats Units va aclarir les seves pràctiques, assenyalant explícitament que les obres creades per ens no-humans no poden ser subjectes a drets d'autor, i esmenta entre els seus exemples una «fotografia presa per un simi».